# Маринівська сільська рада (Березівський район)
Мари́нівська сільська́ ра́да — колишня адміністративно-територіальна одиниця та орган місцевого самоврядування в Березівському районі Одеської області. Адміністративний центр — село Маринове.

## Загальні відомості
Маринівська сільська рада утворена в 1947 році.
- Територія ради: 89,33 км²
- Населення ради: 1 427 осіб (станом на 2001 рік)

## Населені пункти
Сільській раді підпорядковані населені пункти:
- с. Маринове
- с. Балайчук

## Населення
Згідно з переписом 1989 року населення сільської ради становило 1622 особи, з яких 712 чоловіків та 910 жінок.
За переписом населення 2001 року в селі мешкало 1427 осіб.

### Мова
Розподіл населення за рідною мовою за даними перепису 2001 року:
| Мова       | Відсоток |
| ---------- | -------- |
| українська | 95,94 %  |
| російська  | 2,1 %    |
| вірменська | 0,84 %   |
| гагаузька  | 0,56 %   |
| білоруська | 0,21 %   |
| болгарська | 0,21 %   |
| молдовська | 0,14 %   |

## Склад ради
Рада складалася з 16 депутатів та голови.
- Голова ради: Писанюк Тетяна Михайлівна
- Секретар ради: Гоцуляк Оксана Анатолівна

### Керівний склад попередніх скликань
| Прізвище, ім'я, по батькові | Основні відомості                                                                       | Дата обрання | Дата звільнення |
| --------------------------- | --------------------------------------------------------------------------------------- | ------------ | --------------- |
| Шевченко Микола Іванович    | Сільський голова, 1943 року народження, член Соціалістичної партії України              | 26.03.2006   | 21.01.2007      |
| Писанюк Тетяна Михайлівна   | Сільський голова, 1964 року народження, освіта середня спеціальна, позапартійна         | 03.06.2007   | 31.10.2010      |
| Писанюк Тетяна Михайлівна   | Сільський голова, 1964 року народження, освіта середня спеціальна, член Партії регіонів | 31.10.2010   |                 |

Примітка: таблиця складена за даними сайту Верховної Ради України

### Депутати
За результатами місцевих виборів 2010 року депутатами ради стали:

#### За суб'єктами висування
| Суб'єкт висування | Кількість обраних депутатів | %    |
| ----------------- | --------------------------- | ---- |
| Самовисування     | 9                           | 56,3 |
| Партія регіонів   | 7                           | 43,8 |

#### За округами
| № округу        | Прізвище, ім'я, по батькові     | Дата визнання обраним | Освіта             | Партійна приналежність | Відомості про обраного депутата                                 |
| --------------- | ------------------------------- | --------------------- | ------------------ | ---------------------- | --------------------------------------------------------------- |
| Партія регіонів |                                 |                       |                    |                        |                                                                 |
| 7               | Гуцуляк Оксана Анатолівна       | 02.11.2010            | вища               | член Партії регіонів   | Маринівська сільська рада, секретар                             |
| 8               | Дерлюк Галина Анатолівна        | 02.11.2010            | середня спеціальна | член Партії регіонів   | Маринівська сільська рада, бухгалтер                            |
| 10              | Лотвін Раїса Іванівна           | 02.11.2010            | вища               | член Партії регіонів   | Маринівська амбулаторія, акушерка                               |
| 11              | Семко Анатолій Станіславович    | 02.11.2010            | вища               | член Партії регіонів   | фермерське господарство «Нива», фермер                          |
| 12              | Ладижинська Олена Володимирівна | 02.11.2010            | вища               | член Партії регіонів   | Балайчуцька бібліотека, бібліотекар                             |
| 14              | Острий Леонід Миколайович       | 02.11.2010            | середня            | член Партії регіонів   | Балайчуцький будинок культури, завідувачка                      |
| 16              | Косяненко Оксана Євгенівна      | 02.11.2010            | вища               | позапартійна           | ЗАТ «Балайчук», завідувачка виробництва                         |
| Самовисування   |                                 |                       |                    |                        |                                                                 |
| 1               | Хачатрян Сейран Князович        | 26.12.2010            | вища               | позапартійний          | Маринівська загальноосвітня школа, техпрацівник                 |
| 2               | Чередняк Ольга Ярославівна      | 02.11.2010            | вища               | позапартійна           | Маринівська загальноосвітня школа, завуч                        |
| 3               | Афанасопуло Валерій Вікторович  | 02.11.2010            | вища               | позапартійний          | пенсіонер                                                       |
| 4               | Курник Олена Анатолівна         | 02.11.2010            | середня            | позапартійна           | опікун з догляду за дитиною                                     |
| 5               | Неведюк Володимир Іванович      | 02.11.2010            | вища               | член Партії регіонів   | Маринівська сільська рада, начальник військово-облікового столу |
| 6               | Козакевич Євгеній В'ячеславович | 02.11.2010            | середня спеціальна | позапартійний          | тимчасово не працює                                             |
| 9               | Дубна Василь Михайлович         | 02.11.2010            | середня спеціальна | позапартійний          | одноосібник                                                     |
| 13              | Ткачук Любов Михайлівна         | 02.11.2010            | середня            | позапартійна           | тимчасово не працює                                             |
| 15              | Сокур Оксана Валентинівна       | 26.12.2010            | середня            | позапартійна           | тимчасово не працює                                             |